# Kansdichtheid

Boxplot en kansdichtheidsfunctie van de normale verdeling

Een kansdichtheid of waarschijnlijkheidsdichtheid is een functie waarmee de kansverdeling van een continue stochastische variabele kan worden beschreven. Het is bij een continue stochastische variabele {\displaystyle X} in tegenstelling tot een discrete stochastische variabele niet mogelijk aan een enkel element uit de uitkomstenruimte van de verdeling een kans toe te kennen. Het is alleen mogelijk om aan een interval, dat een deelverzameling van de uitkomstenruimte is, een kans toe te kennen.
Omdat de verdelingsfunctie {\displaystyle F_{X}} van een continue stochastische variabele absoluut continu is, dus differentieerbaar of bijna overal differentieerbaar, kan deze door de afgeleide {\displaystyle f_{X}} ervan worden vastgelegd. Als deze overal is gedefinieerd, wordt de afgeleide de kansdichtheid van {\displaystyle X} genoemd. 
{\displaystyle f_{X}(x)={\frac {\rm {d}}{{\rm {d}}x}}F_{X}(x)}
De kansdichtheid van een verdeling beschrijft voor een continue stochastische variabele hoe de kansverdeling over de uitkomstenverzameling van de stochastische variabele is verdeeld.
Met behulp van de kansdichtheid worden kansen bepaald door:
{\displaystyle P(X\in B)=\int _{B}f_{X}(x){\rm {d}}x}

## Algemeen
Een kansdichtheid {\displaystyle f} heeft de karakteristieke eigenschappen:
- {\displaystyle f(x)\geq 0}
- {\displaystyle f} kan worden geïntegreerd.
- {\displaystyle \int _{-\infty }^{\infty }f(x)\,\mathrm {d} x=1}

Iedere functie met deze eigenschappen wordt kansdichtheid genoemd. Een kansdichtheid {\displaystyle f} bepaalt een kansverdeling {\displaystyle P} door de relatie voor meetbare verzamelingen {\displaystyle B}
{\displaystyle P(B)=\int _{B}f(x)\ \mathrm {d} x}
In het bijzonder geldt dus voor intervallen {\displaystyle [a,b]}:
{\displaystyle P([a,b])=\int _{a}^{b}f(x)\ \mathrm {d} x}
Als {\displaystyle X} een continue stochastische variabele is, dan is de verdelingsfunctie {\displaystyle F_{X}} absoluut continu en bestaat er een kansdichtheid {\displaystyle f_{X}}, zodanig dat
{\displaystyle F_{X}(x)=P(X<x)=\int _{-\infty }^{x}f_{X}(t)\ \mathrm {d} t}
Deze kansdichtheid {\displaystyle f_{X}} is bijna overal gelijk aan de afgeleide {\displaystyle F'_{X}} van de verdelingsfunctie.

## Achtergrond
De kansfunctie komt voor een discrete stochastische variabele overeen met de kansdichtheid voor een continue stochastische variabele. Discrete stochastische variabelen, die hoogstens aftelbaar veel waarden kunnen aannemen, komen in praktische situaties veelvuldig voor. Soms is het gemakkelijker stochastische variabelen toe te laten die overaftelbaar veel waarden kunnen aannemen, bijvoorbeeld alle waarden in een interval. Het is de vraag of zulke variabelen in de praktijk kunnen voorkomen, maar als model en benadering van de werkelijkheid zijn zij zeer praktisch. Een manier om de verdeling van zulke continue stochastische variabelen vast te leggen is door middel van een functie die de verdeling van de totale kans weergeeft, dus een niet-negatieve functie met totale integraal 1. Die functie wordt de kansdichtheid genoemd.

## Voorbeeld
Een willekeurig getal tussen 0 en 1 wordt voorgesteld als een stochastische {\displaystyle X} die alle waarden tussen 0 en 1 kan aannemen, zonder dat bepaalde waarden voorkeur hebben. Men kan niet zeggen dat alle waarden even waarschijnlijk zijn, want dat is in een continue verdeling altijd het geval, die kans is 0. Geen voorkeur wil zeggen dat de kansdichtheid tussen 0 en 1 een constante waarde heeft en omdat er geen waarden buiten het interval (0,1) worden aangenomen is de kansdichtheid daar 0. Zo'n verdeling heet een uniforme verdeling op het interval (0,1) en heeft kansdichtheid:
{\displaystyle f_{X}(x)=1} voor {\displaystyle x\in (0,1)} en 0 elders.
Het is belangrijk duidelijk onderscheid te maken tussen kans en kansdichtheid bij continue verdelingen. Om een kans gegeven de kansdichtheid te berekenen moet er altijd een integraal worden berekend. Zo is de kans dat {\displaystyle X} een uitkomst kleiner dan 0,5 heeft:
{\displaystyle P(X<0{,}5)=\int _{0}^{0{,}5}f(x)\ {\rm {d}}x=\int _{0}^{0{,}5}1\ {\rm {d}}x=0{,}5}
De kans op een bepaalde uitkomst, bijvoorbeeld 0,37, is per definitie gelijk aan nul, wat kan worden geschreven als:
{\displaystyle P(X=0{,}37)=\int _{0{,}37}^{0{,}37}f(x)\ {\rm {d}}x=0}
Een belangrijke eigenschap van de kansdichtheid {\displaystyle f_{X}(x)} van een continue stochastische variabele {\displaystyle X} is:
{\displaystyle \int _{-\infty }^{+\infty }f_{X}(x)\ {\rm {d}}x=1}
Deze eigenschap volgt uit het feit dat de kansdichtheid de afgeleide functie is van de cumulatieve kansverdeling. De hier genoemde integraal is gelijk aan {\displaystyle P(X<+\infty )=1}.
kansrekening · statistiek · toeval · uitkomstenruimte · stochastische variabele · kansverdeling · verwachtingswaarde · kansfunctie · kansdichtheid · voorwaardelijke kans